# Cabida
Cabida war als portugiesisches Längenmaß die Elle.
Verschiedene Begriffe standen für das Maß: Cobido, Cobit, Cabido, Cavido Cobdi und Cobre. In Portugal hatte diese Elle eine andere Länge als im Handelsverkehr mit Ostindien. Das Maß ist dem Covid gleich, weitere Bezeichnungen zeigen es an.
- Lissabon 1 Cabida = 1 Amsterdamer Elle = 2 Fuß (Amsterdamer) = 0,68781 Meter
- Handel 1 ½ Cobido/Cabida = 1 Amsterdamer Elle